# Klaus von Welser
Klaus von Welser (* 10. Juli 1942 in München; † 1. Oktober 2014 ebenda) war ein deutscher Germanist und Aphoristiker.

## Leben
Klaus von Welser arbeitete von 1969 bis 1982 als wissenschaftlicher Mitarbeiter der Bibliographica Judaica in Frankfurt am Main. Er promovierte im Fach Komparatistik an der Freien Universität Berlin. Über mehrere Jahrzehnte verfasste er Schriften, Aufsätze und Bücher zum Thema Aphorismus. Daneben war er selbst als Aphoristiker tätig. Hauptberuflich arbeitete er bis zu seiner Pensionierung bei der CDI Deutsche Private Akademie für Wirtschaft GmbH in München als Produktmanager, Geschäftsführer und Institutsleiter. in den Jahren 2012 und 2013 schrieb er eine medienkritische Kolumne in der Zeitschrift Die Gazette.

## Veröffentlichungen
- Die Sprache des Aphorismus. Formen impliziter Argumentation von Lichtenberg bis zur Gegenwart. (= Berliner Beiträge zur neueren deutschen Literaturgeschichte. Band 8). Verlag Peter Lang, Frankfurt am Main 1986.
- Aphorismen. In: G. Cantarutti, H. Schumacher (Hrsg.): Neuere Studien zur Aphoristik und Essayistik. (= Berliner Beiträge zur neueren deutschen Literaturgeschichte. Bd. 9). Verlag Peter Lang, Frankfurt am Main 1986, S. 29–46.
- als Hrsg.: Deutsche Aphorismen. Piper Verlag, München 1988.
- Von Fall zu Fall. Aphorismen. JaJa-NeinNein Verlag, München 2008, ISBN 978-3-942206-04-4.
- Stolpern fördert. Aphorismen. JaJa-NeinNein Verlag, München 2009, ISBN 978-3-942206-05-1.